# Art notoire
L'art notoire est une pratique magique ou spirituelle qui prétend obtenir des connaissances profondes en invoquant des esprits ou en contemplant des images. Il s'agit d'acquérir les sept arts du trivium (grammaire, logique, rhétorique) et du quadrivium (arithmétique, médecine en lieu et place de la géométrie, musique, enfin astronomie-astrologie), mais aussi théologie, philosophie, essentiellement par la contemplation d'images, mais aussi par des invocations d'esprits, grâce à une illumination, donc sans sorcellerie, sans contrainte sur les « esprits ».
En latin : ars notoria. En latin, Nota signifie « signe, marque, caractère alphabétique, lettre ».

## Historique
L'art notoire est né vers la fin du XIIe siècle en Italie, autour de l'université de Bologne, chez des demi-savants en marge de l'enseignement officiel scolastique. Elle s'est spécialement développée vers 1225.
Importante est l'œuvre du moine bénédictin Jean de Morigny. Son autobiographie, composée entre 1304 et 1315, Livre des apparitions ou des visions de la bienheureuse Mère de Dieu, est un art notoire, présenté sous forme d'un culte à la Vierge Marie. Jean de Morigny a été condamné en 1323 par l'Université de Paris. Les Grandes chroniques de France, t. IX, p. 23 (1323) :
« Fut un moine de Morigny, un abbé près d'Estampes, qui par sa curiosité et son orgueil voulut susciter et renouveler une hérésie et sorcellerie condamnée, qui est nommée en latin 'Ars notaria', et avait pensé à lui donner autre titre et autre nom. Cette science enseigne à faire figures et empreintes, qui doivent être différentes l'une de l'autre et assignées chacune à chacune science ; puis doivent être regardées à certains temps faits en jeûnes et oraisons ; et ainsi, après le regard, était répandue la science. »
Le grand chancelier de l'Université de Paris, Jean de Gerson, condamne officiellement l'art notoire en 1402 (Contra vanam curiositatem in negotio fidei).
Le Lemegeton  (XVIIe siècle) contient un art notoire. Le texte affirme que cet art a été révélé par le Créateur à Salomon par l'entremise d'un ange. Il contient un ensemble de prières (certaines sont divisées en plusieurs parties) émaillées de mots kabbalistiques et magiques en diverses langues (hébreu, grec...). Il explique comment les prières doivent être prononcées et comment ces rituels permettent la compréhension de toute science. Il mentionne les aspects lunaires en relation avec ces prières. Il prétend que les prières permettent l'invocation des anges de Dieu. Selon l'ouvrage, les prières correctement récitées permettent d'accéder à la connaissance et apportent une bonne mémoire, la stabilité mentale et l'éloquence. Le texte précise ce qui doit être observé afin d'obtenir un bon résultat. Finalement, le texte explique comment le roi Salomon a reçu la révélation de l'ange.

## Définitions
Jean-Baptiste Thiers donne cette définition : l'art notoire est cet art par quoi le démon « promet l'acquisition de certaines sciences par infusion et sans peine, pourvu que l'on pratique certains jeûnes, que l'on récite certaines prières, que l'on révère certaines figures, et que l'on observe certaines cérémonies ridicules » (Traité des superstitions, 1679, p. 247).
L'Encyclopédie (t. I, p. 718) de Diderot et d'Alembert (1751-1772) propose cette définition :
« Art notoire, moyen superstitieux par lequel on promet l'acquisition des sciences, par infusion & sans peine, en pratiquant quelques jeûnes, & en faisant certaines cérémonies inventées à ce dessein. Ceux qui font profession de cet art, assûrent que Salomon en est l'auteur, & que ce fut par ce moyen qu'il acquit en une nuit cette grande sagesse qui l'a rendu si célebre dans le monde. Ils ajoûtent qu'il a renfermé les préceptes & la méthode dans un petit livre qu'ils prennent pour modele. Voici la maniere par laquelle ils prétendent acquérir les sciences, selon le témoignage du pere Delrio : ils ordonnent à leurs aspirans de fréquenter les sacremens, de jeûner tous les Vendredis au pain & à l'eau, & de faire plusieurs prieres pendant sept semaines; ensuite ils leur prescrivent d'autres prieres, & leur font adorer certaines images, les sept premiers jours de la nouvelle lune, au lever du soleil, durant trois mois : ils leur font encore choisir un jour où ils se sentent plus pieux qu'à l'ordinaire, & plus disposés à recevoir les inspirations divines; ces jours - là ils les font mettre à genoux, dans une église ou oratoire, ou en pleine campagne, & leur font dire trois fois le premier verset de l'hymne Veni creator Spiritus, &c. les assûrant qu'ils seront après cela remplis de science comme Salomon, les Prophetes & les Apôtres. Saint Thomas d'Aquin montre la vanité de cet art. S. Antonin, archevêque de Florence, Denys le chartreux, Gerson, & le cardinal Cajetan, prouvent que c'est une curiosité criminelle par laquelle on tente Dieu, & un pacte tacite avec le démon : aussi cet art fut - il condamné comme superstitieux par la faculté de Théologie de Paris, l'an 1320. Delrio, disq. Magic. part. II. Thiers, Traité des superstitions. (G) »

## Pratiques spirituelles
L'art notoire revendique pour modèle et maître le roi Salomon, car il est réputé pour « une sagesse et une intelligence extrêmement grandes » (I Rois, V, 9).
« Le rituel de l'Ars notoria est fondé, pour l'essentiel, d'une part, sur la récitation incessante de prières latines et de longues listes de mots non signifiants, comprenant à la fois des noms divins, des noms angéliques et des mots mystérieux prétendument hébreux, chaldéens (araméens) et grecs, et, d'autre part, sur l'inspection de figures géométriques encore appelées 'notes' (d'où le nom de cette pratique). Tout ce matériel est organisé sous la forme d'un traité... Une première partie, intitulée 'Fleurs d'or' (Flores aurei) se compose de deux grandes séries d'oraisons. La première, constituée des 'oraisons générales', sert au développement des facultés intellectuelles - la mémoire, l'éloquence et l'intelligence ; la seconde, constituée des 'oraisons spéciales', est réservée à l'acquisition progressive de toutes les disciplines scolaires... La deuxième grande partie, intitulée 'Ars nouveau' (Ars nova), est constituée de dix prières latines qui permettent d'acquérir tout le savoir... Une troisième section, qui clôt le texte, est constituée de 'neuf oraisons terminales'. Enfin, après le texte, se trouvent les fameuses 'notes', ces figures géométriques complexes attribuées aux différentes disciplines que l'adepte souhaite acquérir et qu'il doit regarder en même temps qu'il récite les oraisons correspondantes » (Julien Véronèse, apud Dictionnaire de la magie et des sciences occultes, Le livre de poche, 2006).

### Textes
- Apollonius Tyaniensis. Flores aurei, sive ars notoria, manuscrit de la Yale University Library (début du XIIIe s., Sud de la France) .
- Honorius de Thèbes, Liber Juratus (vers 1340 ?), édi. par Gösta Hedegard, Stockholm, Almovist and Wiksell International, 2002 ; extraits in J.-P. Boudet, Les Anges et la magie au Moyen Âge, Rome, 2002, p. 851-890.
- Ars Notoria. The Notory Art of Solomon, shewing the cabalistical keof magical operations, texte latin (transmis par Agrippa de Nettesheim) et trad. an. Robert Turner (sans les figures), Londres, 1657, rééd. 1999
- Jean de Morigny, Le livre des trente oraisons simples (Liber de triginta orationibus simplicibus, 1304-1307), Première pratique (peu après 1307), Le livre des visions (Liber visionum,1307-1317), Le livre des figures de la Vierge Marie (1315) : écrits réunis dans le Livre des apparitions et des visions de la bienheureuse mère de Dieu. Édition de quelques manuscrits in Sylvie Barnay, Un moment vécu d'éternité. Histoire médiévale des apparitions mariales (Ve – XVe siècles), Thèse, Université de Paris X-Nanterre.

### Études
- Lynn Thorndike, Solomon and the ars notaria (Extrait de A History of Magic and Experimental Science, 1923-1958, vol. II) (esotericarchives.com et archive.org)
- Jean-Michel Sallmann (dir.), Dictionnaire historique de la magie et des sciences occultes, Le livre de poche, coll. « La pochothèque », 2006, p. 78-82.
- Julien Véronèse, « Les anges dans l'ars notoria : révélation, processus visionnaire et angélologie », dans Les anges et la magie au Moyen Âge. Actes de la table ronde de Nanterre (8-9 décembre 2000), dir. Henri Bresc, Jean-Patrice Boudet et Benoît Grévin, (Mélanges de l'École Française de Rome, 114), 2002, p. 813-849.
- Julien Véronèse, L'Ars notoria au Moyen Age. Introduction et édition critique, Florence : Sismel - Edizioni del Galluzzo, coll. « Micrologus' Library », 2007, 309 p.